# سوزان ويليام
سوزان ويليام (بالإنجليزية: Susan Hale)‏ هي رسامة أمريكية، ولدت في 5 ديسمبر 1833 في بوسطن في الولايات المتحدة، وتوفيت في 17 سبتمبر 1910 في رود آيلاند في الولايات المتحدة.